# Achillea clavennae
Achillée amère, Achillée de Clavena
Espèce
L'Achillée amère ou Achillée de Clavena (Achillea clavennae) est une espèce de plantes à fleurs de la famille des Astéracées.

## Galerie

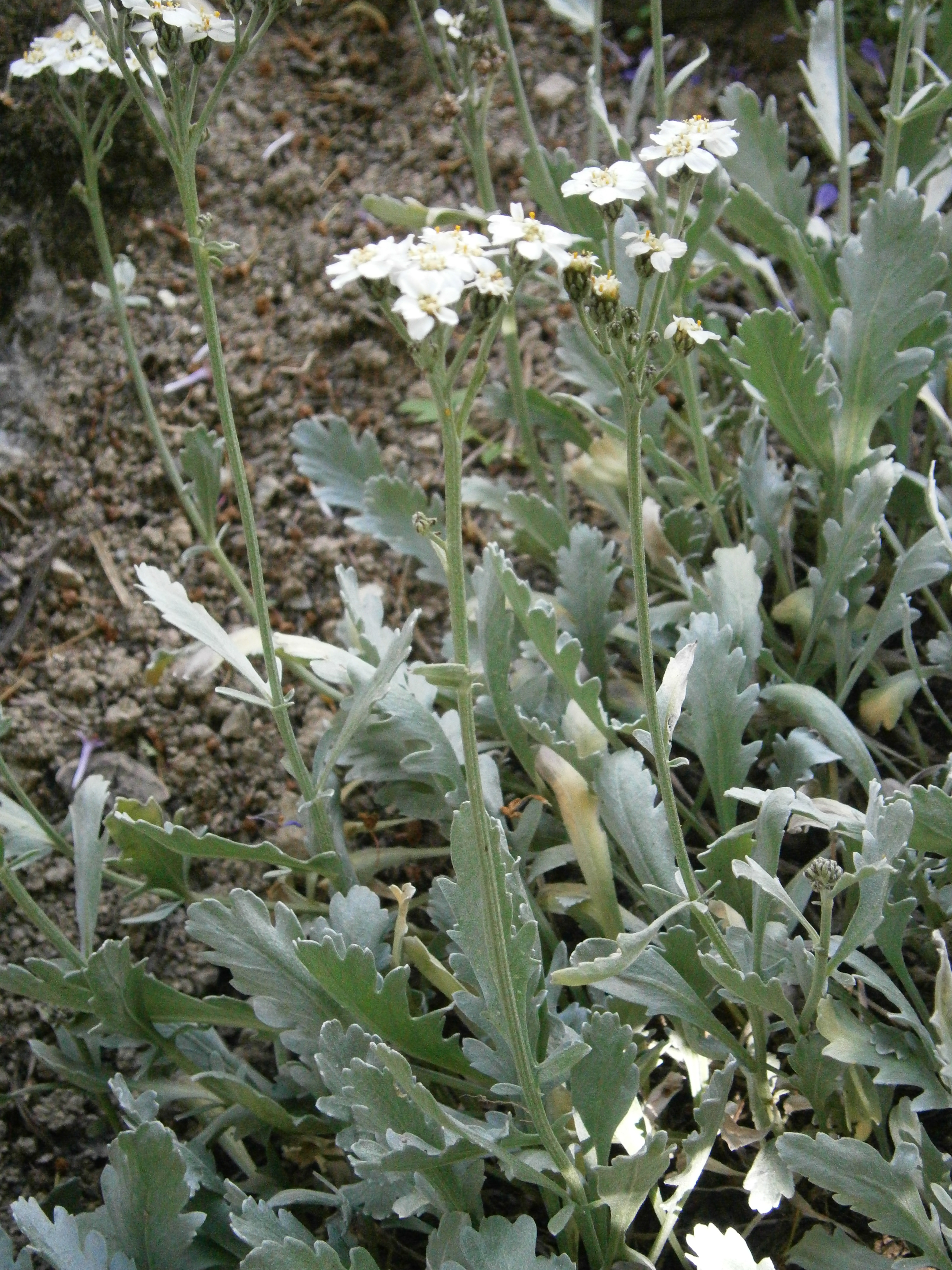
Achillea clavennae.
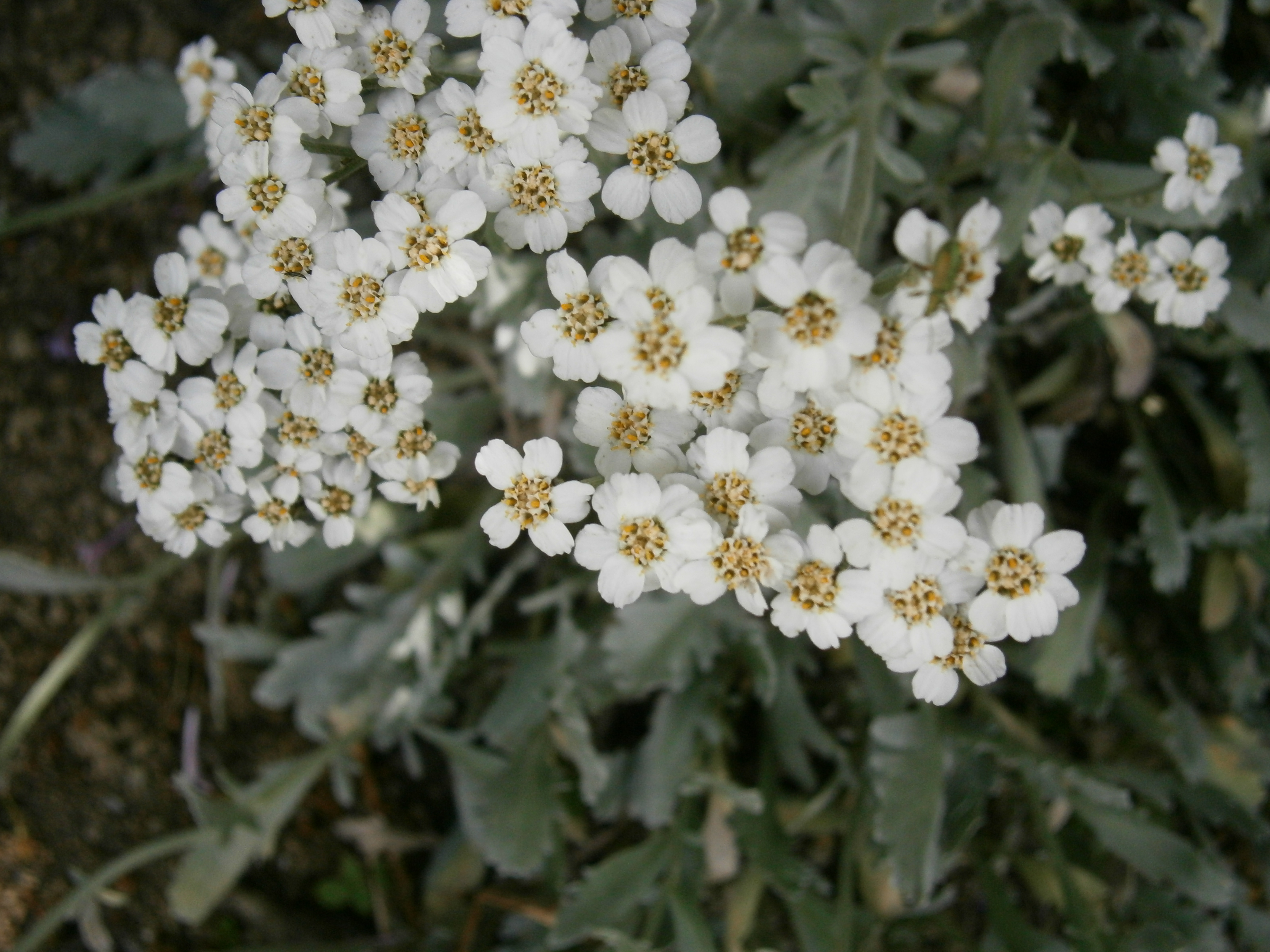
Achillea clavennae.
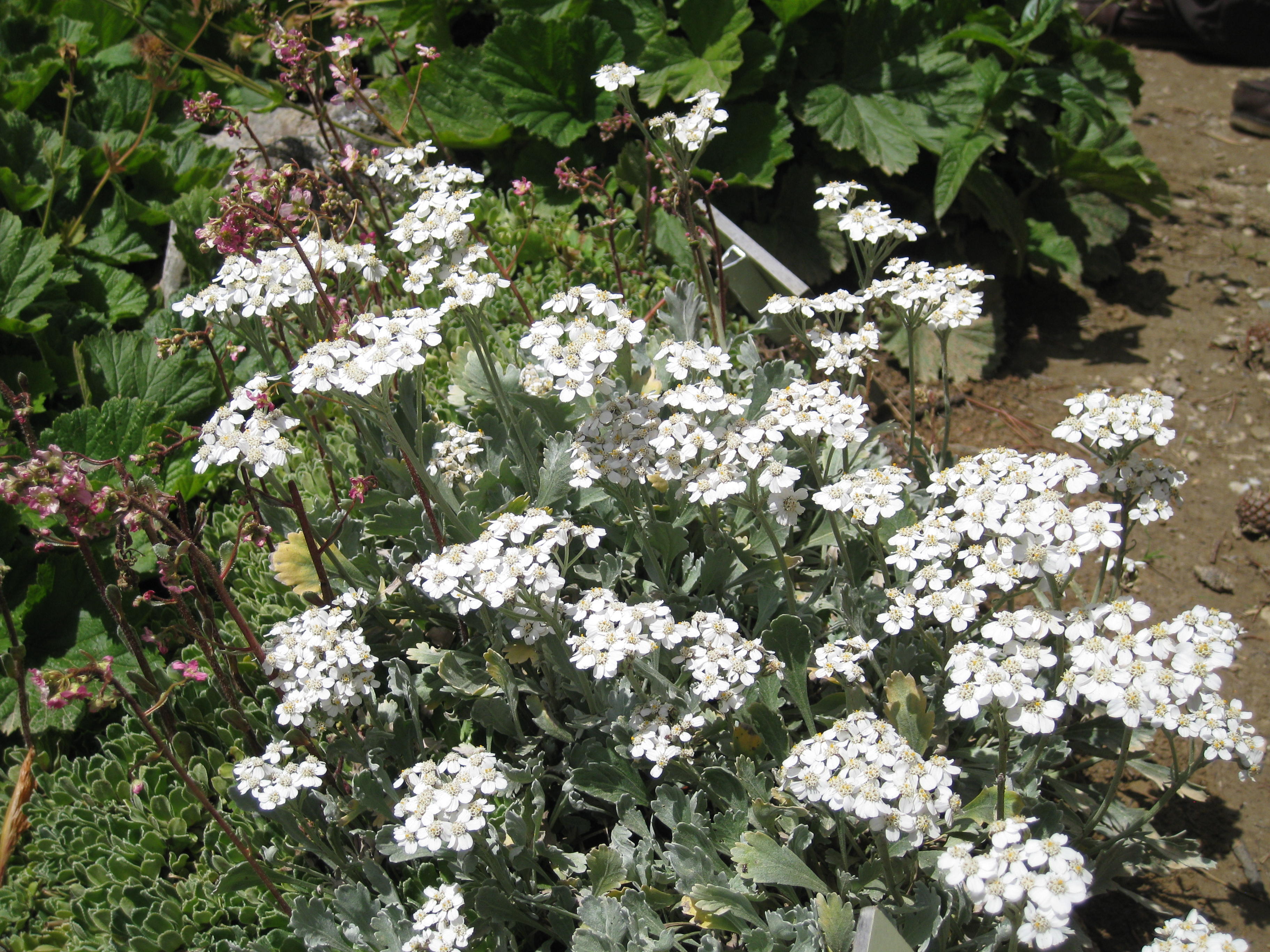
Achillea clavennae.